# Concerto gregoriano
Das Concerto gregoriano ist das dritte und letzte Violinkonzert des italienischen Komponisten Ottorino Respighi. Es entstand 1921 und wurde im darauffolgenden Jahr von dem Violinisten Mario Corti (1882–1957) uraufgeführt.

## Beschreibung
Das Werk ist dreisätzig, wobei die ersten beiden Sätze ohne Pause in einander übergehen. Es spiegelt Respighis neu gefundene Liebe zur Gregorianik wider und bedient sich folgerichtig modaler kirchentonaler Wendungen. Der Impuls dazu rührt von Elsa Respighi, der Frau des Komponisten her, die auf dem Gebiet der Gregorianik forschte. In seinem Charakter entspricht das Concerto gregoriano eher einer dreisätzigen Rhapsodie für Orchester mit obligater Violine denn einem Virtuosenkonzert. Der Musikkritiker Philip Hale kennzeichnete die Rolle des Solisten als die „eines Kantors in einer alten religiösen Zeremonie, wobei das Orchester den Chor der Gläubigen verkörpert“. In Deutschland wurde das Werk erstmals 1933 von Arrigo Pelliccia in Berlin aufgeführt.
Satzfolge:
I. Andante tranquillo – Allegro molto moderato – Tempo I – Cadenza / (attacca:)
II. Andante espressivo e sostenuto
III. Finale (Alleluja). Allegro energico
Orchestersatz: zwei Flöten, zwei Oboen, Englischhorn, zwei Klarinetten, Bassklarinette, zwei Fagotte, vier Hörner, zwei Trompeten, drei Posaunen, Celesta, Harfe, Pauke und Streicher.
In den ersten beiden Sätzen finden sich Züge des musikalischen Impressionismus im Orchesterklang, beginnend mit einer weitgespannten Melodie über stehenden Akkorden der hohen Streicher; das siciliano-artige Thema entnahm Respighi der Ostersequenz Victimae paschali laudes des Wipo, im Schlusssatz wird die Antiphon Salve Regina variiert.
Obwohl das Concerto Gregoriano seit den 1980er Jahren mehrere Male auf Audio-CD aufgenommen wurde, hat es bisher keinen Eingang in das Konzertrepertoire führender Solisten gefunden.

## Diskografie (Auswahl)
- Pierre Amoyal mit dem Orchestre National de France unter Charles Dutoit, Decca 0289 443 3242 1 DH.
- Lydia Mordkovitch mit dem BBC Philharmonic unter Sir Edward Downes, Chandos Records CHAN 9232.
- Jenny Abel mit dem Sinfonia Moldova unter Horia Andreescu, Bayer Records BR 100183 CD.
- Andrea Capelletti mit dem Philharmonia Orchestra unter Matthias Bamert, Koch Schwann 3-1124-2.
- Roberto Ranfaldi mit dem Orchestra Sinfonica Nazionale della RAI unter Christoph Eberle, Videoradio Classics VR CD 000472.
- Domenico Nordio mit dem Filarmonica Arturo Toscanini unter Muhai Tang, Sony Classical 88765-433872.
- José-Miguel Cueto mit dem St. Petersburg Symphony Orchestra unter Vladimir Lande, Marquis Records MARQUIS81407.
- Vadim Brodsky mit dem Orchestra sinfonica di Roma unter Francesco La Vecchia, Brilliant Classics 94394 BR.
- Takako Nishizaki mit dem Singapore Symphony Orchestra unter Choo Hoey, Marco Polo 8.220152.
- Victor Simcisko mit dem Slovak Radio Symphony Orchestra unter Ondrej Lenárd, Campion RRCD 1316.